# Рейтинг (оръдеен)
Оръдейният рейтинг е система за класификация на бойните кораби според броя на оръдията. Съществува в епохата на платноходите (17 – 19 век). Първоначално възниква в Англия, а след това е пренесена с известни промени в други страни.

## Произход
Потребността от класификация възниква с ръста на централизирания, държавен (кралски) флот. Големият брой кораби под общо управление означава усложняване на системите за постройка, въоръжение, снабдяване, екипировка и комплектация на екипажи. Естествената реакция на флотската административна система е подразделянето на кораби според единен принцип.
Първите документирани опити в тази посока датират от средата на 16 век, в царстването на Хенри VIII. „Мари Роз“ (на френски: Marie Rose), „Анри Грас-а-Дие“ (на френски: Henri Grâce-à-Dieu) и „Грас Дие“ (на френски: Grâce Dieu) са отделени в групата на „големите кораби“ (на английски: Great Ships), изключително на основа на техния размер. Към края на века такова разделение се разпространява и за целия останал кралски флот: „големи кораби“ и всички останали.
Формалната система обаче възниква едва в началото на 17 век. Първите известни списъци на кораби по категории се отнасят към 1604 г. Корабите се подразделят на кралски (на английски: Royal Ships), големи (на английски: Great Ships), средни (на английски: Middling Ships) и малки (на английски: Small Ships). Тук за признак на категоризацията е численността на екипажите. Тя има основно значение, тъй като има и пряко отношение спрямо снабдяването на съдовете. Тя е мяра за боеспособността на съда, тъй като артилерията все още завоюва позициите на главно оръжие във флота. Основен вид бой си остава абордажът, където численността често е решаваща. Към 1610-те години категориите започват да получават номера: Royal Ships – първи ранг (на английски: rank), Great Ships – втори, и т.н. С времето към четирите ранга се прибавят пети и шести.

## Ранг и рейтинг
През 1677 г. секретарят на Адмиралтейството Самюъл Пийпс, предлага система, която с известни допълнения се установява в Британския флот до 1817 г. Според нея мястото на кораба в класификацията – рейтинга (на английски: gun rate) – се определя от числото на оръдията, които той носи. Численността на екипажа зависи основно от броя на артилерийските разчети.
При това се отчитат само гладкостволните, дългоцевни оръдия и само поставените на каретки (разновидност на лафета). Мортирите, еднорозите, фалконетите, а по-късно каронадите и другите разновидности се отнасят към допълнителните и не влияят на рейтинга. Изключения се правят само за корабите, които въобще нямат дългоцевни оръдия.
Така погледнато реалното число стволове обикновено не съвпада с номиналното. И има дори парадоксални ситуации, когато командир на 32 оръдейна фрегата се жалва, че има „само 32 оръдия“.
Няколко рейтинга съставляват ранга. Регламентират се също калибрите (във фунтове, според теглото на гюлето), и класовете на корабите, входящи в ранга. Рангът обаче също започва да се обозначава с термина rate, което показва стремеж към единна класификация. Под определен брой оръдия ранг не се присвоявал (unrated).

## Система на ранговете към началото на Наполеоновите войни
| Клас                    | Ранг     | Рейтинг, оръдия | Батарейни палуби | Екипаж    | Водоизместимост приблизително, t | В строй 1794 | В строй 1814 |
| ----------------------- | -------- | --------------- | ---------------- | --------- | -------------------------------- | ------------ | ------------ |
| Линеен кораб            | 1 ранг   | 100 – 120       | 3                | 850 - 875 | 2500                             | 5            | 7            |
| Линеен кораб            | 2 ранг   | 90 – 98         | 3                | 700 – 750 | около 2200                       | 9            | 5            |
| Линеен кораб            | 3 ранг   | 64 – 80         | 2                | 500 – 650 | 1750                             | 71           | 87           |
| Линеен кораб            | 4 ранг   | 48 – 60         | 2                | 320 – 420 | около 1,000                      | 8            | 8            |
| Фрегата                 | 5 ранг   | 32 – 44         | 1 или 2          | 200 – 300 | 700 – 1450                       | 78           | 123          |
| Фрегата                 | 6 ранг   | 20 – 28         | 1                | 140 – 200 | 450 – 550                        | 32           | 25           |
| Шлюп                    | Без ранг | 16 – 18         | 0 или 1          | 90 – 125  | 380                              | 76           | 360          |
| Въоръжен бриг или Кутер | Без ранг | 6 – 14          | 0                | 5 – 25    | < 220                            | няма данни   | няма данни   |

## Развитие и залез
По същество системата просъществува докато класическото гладкостволно оръдие е основен вид оръжие в морето. Системата е изменяна през 1714, 1721, 1760, 1782, 1801 и 1817 г. С изключение на последната промяна, редакциите са основно в посока на увеличение на броя на оръдията в рейтингите и ранговете. Така например корабите 1-ви ранг в средата на 18 век са 98 – 100 оръдейни, а към 1801 г. 100 – 120.
През 1817 г. под влияние на новите образци оръдия, системата на рейтингите е радикално преразгледана, макар и да съхранява името си. В частност каронадите вече се включват в номиналния брой на оръдията. Освен това основните признаци за класовете на корабите са изменени. Дори и в новия си вид тя вече няма онова универсално използване, както по-рано. Прекалено голямото разнообразие на въоръженията и самите типове кораби водят до това, че броят оръдия, независимо от ревизията, вече не може да служи като единен критерий за нуждите на снабдяването и оразмерител на бойната мощ на корабите.
В средата на 19 век системата се връща към рейтингите според числеността на екипажите. Това означава фактическо признаване, че оценката за бойната мощ вече изисква отделен подход и че рейтингът е загубил предишното си значение.